# Mario Malagnini
Mario Malagnini (Salò, 12 giugno 1958) è un tenore italiano.
Ha iniziato gli studi musicali nella classe di trombone presso il Conservatorio di Musica di Brescia, successivamente ha studiato canto diplomandosi al Conservatorio Giuseppe Verdi di Milano con il tenore Pier Miranda Ferraro. 
Ha esordito il 18 ottobre 1984 come Corrado nel Corsaro di Verdi al Teatro Donizetti di Bergamo. 
Già l'anno dopo era scritturato dall'Arena di Verona per Attila come Foresto con Evgenij Nesterenko e dalla Deutsche Oper di Berlino per La traviata. 
Da allora si è esibito in tutti i più importanti teatri del mondo, più di un centinaio, sotto la guida dei più prestigiosi direttori.
Nel dicembre 1986 esordisce al Teatro alla Scala di Milano come Ismaele in Nabucco diretto da Riccardo Muti con Renato Bruson e Ghena Dimitrova.
Nel 1987 per il Teatro La Fenice di Venezia canta nella Messa di Requiem (Verdi) diretto da Eliahu Inbal nella Chiesa di Santo Stefano (Venezia) e nella Chiesa degli Eremitani di Padova.
Nel 1988 al Teatro Comunale di Firenze è Gabriele Adorno in Simon Boccanegra diretto da Myung-whun Chung con Maria Chiara, Giorgio Zancanaro e Bonaldo Giaiotti e Pinkerton in Madama Butterfly diretto da Bruno Bartoletti con Catherine Malfitano.
Nel 1989 a Bergamo è Mario Cavaradossi in Tosca diretto da Gianfranco Masini con Zancanaro e Alfredo Mariotti.
Nel 1990 a Venezia è Marcello ne La bohème con Bruno Praticò e Pietro Spagnoli.
Il suo repertorio comprende una trentina di opere di Verdi, Puccini, Bellini e Cilea. Nel dicembre 2012 al Teatro Carlo Felice di Genova è Calaf nella Turandot, con Daniela Dessì nel ruolo del titolo e la direzione di Donato Renzetti.
I ruoli che ha interpretato in un maggior numero di recite, oltre 170 ciascuno, sono quelli di Don Josè nella Carmen di Bizet, di Pinkerton in Madama Butterfly e di Mario Cavaradossi in Tosca. 
Nel 2003 è Pereo in Mirra (Alaleona) diretto da Juraj Valčuha a Parigi.
Recentemente ha affrontato ruoli da tenore lirico spinto come Loris Ipanoff in Fedora di Umberto Giordano alla Scala e alla Staatsoper di Vienna. 
Nel 2005 ha inaugurato la stagione al teatro Sao Carlos di Lisbona esordendo nell'Otello di Verdi.

## Discografia
- La bohème di Ruggero Leoncavallo
- I masnadieri di Giuseppe Verdi
- Giovanna d'Arco di Giuseppe Verdi
- Ruy Blas di Filippo Marchetti
- Carmen di Georges Bizet
- Stiffelio di Giuseppe Verdi
- Requiem di Wolfgang Amadeus Mozart
- Mirra di Domenico Alaleona
- Turandot di Giacomo Puccini